# Россия-1-Южный Урал
«Россия-1-Южный Урал» — старейший телеканал в Челябинской области, ранее работал как Челябинская студия телевидения, телеканал Челябинской ГТРК, 8 канал ЧГТРК, РТР-Челябинск и Россия-Южный Урал. Начал работу 17 июля 1958 года.

## История

### Советский период
Первые опыты с телевидением в Челябинской области восходят к 1937 году, когда в кабинете на улице Труда началась разработка экспериментальных программ дальновидения. В январе 1938 г. передано первое изображение — сидящий человек в кресле. Впоследствии расстояние передачи было удесятерено.
С началом Великой Отечественной войны опыты с телевидением были свёрнуты, к ним вернулись уже в 1950-е гг. С конца 1956 г. началось строительство телецентра к югу от городского сада им. Пушкина, с 1957 года там же началось строительство телебашни. 1 мая 1958 года была показана пробная передача — фильм «Рассказы о Ленине». 1 июля того же года облисполком принимает решение об официальном открытии телестудии. 17 июля выходит первая официальная программа хронометражем в 2,5 часа.
Первыми программами, вышедшими в эфир Челябинской студии ТВ, стали «Обзор по селу», «Для вас, женщины» и «Дни нашей жизни», их вели дикторы Владимир Холкин и Надежда Долгая, а самым первым диктором, открывшим эфир, стала Лилия Шарапова. Вещание поначалу велось дважды в неделю в объёме 2,5 часов, а с ноября 1958 г. вещание стало ежедневным. Для выпуска программ создавались редакции общественно-политических, культурно-бытовых и детских передач, а также редакция литературно-художественного вещания. С октября 1959 г. заработала местная редакция «Последних известий», материалы для неё снимались на студии или на киноплёнку.
С марта 1959 г. у Челябинской студии ТВ появилась передвижная студия, которая позволяла передавать передачи непосредственно с места событий. Первой такой передачей стала трансляция концерта художественной самодеятельности из Дворца культуры ЧМЗ.
Первые заставки Челябинской студии ТВ делались из бумаги и картона, заставка на киноплёнке, сделанная в Свердловске, появилась позже. При этом телевизионные спектакли, шедшие на челябинском ТВ, время от времени попадали на Центральное ТВ. Первым таким спектаклем стало «Честное комсомольское», причём спектакль был поставлен прямо в студии. А за год транслировалось 20-30 постановок.
В 1960 г. редакция литературно-художественного вещания была разделена на литературно-драматическую, музыкальную, а также на редакцию народного творчества, кроме того, появилась редакция молодёжных программ.
На молодой студии также развивалось своё информационное вещание: в 1958 г. существовал тележурнал «У нас на Южном Урале», «Последние известия» выходили с 1959 г. Первое время эти программы шли сначала 4 раза в неделю, с ноября 1958 г. — ежедневно. С февраля 1961 г. вместо «Последних известий» начинают выходить «Новости», хронометраж выпусков этой программы составлял 10-15 минут, а сами выпуски представляли собой дикторский текст и 2-3 кинохроникальных сюжета. В том же десятилетии существовала еженедельная программа новостей «Уральская неделя» с Петром Погодиным, а ближе к 1970-м гг. появляется дневник социалистических соревнований — «Актуальный экран».
С 1959 г. начинается производство собственного киноматериала, вначале это были дополнения к «Последним известиям» и некоторым другим передачам, затем это вылилось в самостоятельное направление. До начала 1970-х гг. документальные материалы преобладали над художественными фильмами, как правило, они были посвящены истории региона и передовикам труда.
С развитием видеозаписи в 1960-е гг. стали практиковаться включения журналистов непосредственно с места событий.
Охват студии с конца 1950-х гг. начал постоянно увеличиваться. Так, в 1962 г. началось строительство радиорелейной линии Челябинск — Кустанай, после чего программы челябинского ТВ стали доступны в Южноуральске и Троицке. Одновременно, в результате строительства радиорелейной линии Свердловск — Челябинск с 30 апреля 1964 года началась трансляция программ Центрального телевидения, что поставило вопрос о трансляции местной программы. После введения передатчика «Игла» в 1967 году началась трансляция местных программ на 8-м метровом канале — телевещание в Челябинске стало двухпрограммным.
В 1965 г. на телестудии появилось 5 творческих объединений, итоговая структура к 1970 г. окажется следующей: главная редакция общественно-политических передач, творческое объединение «Факел», творческое объединение «Актуальный экран», творческое объединение «Огни Урала», главная редакция художественных программ, творческое объединение «Орлёнок», творческое объединение «Самоцвет», редакция кинопередач и концертных программ, редакция выпуска программ, группа звукооформления, производственный отдел, творческое объединение «Телефильм».
Из-за ужесточения общего идеологического климата в начале 1970-х гг. закрывается ряд популярных передач на студии — «Уральская неделя», сатирическая программа «Музей имени Ляпсуса», «Судьбы людские», «Земляки» и др. Начинается изменение не только тем программ, как это было в 1960-е гг., но и их внутреннего содержания. При этом в 1973 г. запускается программа «Наша почта», которая делалась по письмам жителей региона, а в 1979—1982 гг. будут выходить репортажи, посвящённые совхозу «Багарякский» и его проблемам, в частности, касались вопроса о социальном развитии села, снимались и другие сюжеты по письмам южноуральцев.
15 мая 1974 года ТО «Факел» преобразовано в редакцию пропаганды, ТО «Актуальный экран» — в редакцию информации, ТО «Огни Урала» — народного хозяйства, ТО «Орлёнок» — детей и молодёжи, ТО «Самоцвет» — литературы и искусства. Двумя годами ранее, в 1972 году, часть программ начинает выходить в записи, ранее по техническим причинам все программы транслировались в прямом эфире.
В 1976 году у Челябинской студии ТВ появилась ПТС «Лотос», после чего началась трансляция программ в цветном изображении. Спустя год была введена передвижная видеомагнитофонная станция с тем же техническим оснащением. А 1 июля 1982 года, с вводом нового оборудования, всё вещание Челябинского ТВ пошло в цвете.
В процессе строительства сети Второй программы в 1970-е гг. (тогда — программы, посвящённой жизни Москвы) передачи Челябинской студии ТВ будут транслироваться сначала совместно с ней, затем с Четвёртой программой (в варианте вечерней программы), с 1 января 1982 года — совместно с обновлённой Второй программой, ставшей общесоюзной, которая при этом первое время транслировалась без поправки на часовой пояс. Данный вариант программы по состоянию на 1988 год сможет принимать до 91 % жителей Челябинской области, в том числе за счёт введения радиотелевизионных станций в Юрюзани, Кыштыме и Карталах в 1977, 1979 и 1983 гг. соответственно.
Челябинские телевизионщики участвовали в освещении Летних Олимпийских игр в Москве 1980 г., за что попали на доску почёта Гостелерадио СССР годом позже.
В годы перестройки наполнение программ и их темы начали меняться: в 1984 году была возрождена «Уральская неделя», в 1988 году появляется информационная программа «Восьмой канал», сменившая программы ежедневных новостей застойного времени. А в 1990 году появилась первая коммерческая программа — «Эфир-2». Её наполнение представляло собой различные развлекательные рубрики, кинопоказ, музыкальные клипы, а также рекламные материалы. Первым рекламным материалом стал птичий помёт. Вскоре, согласно легенде, программе удалось подавить винный бунт в Челябинске, показав художественный фильм «Кинг-Конг».

### После распада СССР
Из-за перемен в 1991 году в результате перестройки и последовавших за ней путча ГКЧП и распада СССР новым партнёром Челябинской студии ТВ, которая в том же году совместно с радиостанцией «Южный Урал» образовала Челябинскую ГТРК, стало Российское телевидение, быстро сменившее название на РТР, но поначалу на работе телевизионного канала Челябинской ГТРК это не сказалось: вещание в основном проводилось в вечерние часы, перекрывая ряд программ РТР. Также с 1998 года начинает выходить информационно-публицистическая программа «Губерния», которая до 2004 года будет выполнять функции итоговой.
С 1993 года графика стала делаться на компьютерах IBM-386, а с октября 1995 г. работала первая станция цифрового нелинейного монтажа FAST VIDEOMACHINE, кроме того, аппаратная видеомонтажа начала работу с двумя магнитофонами BETACAM-SP.
Начиная с 2000 года, ситуация начинает существенно меняться: программы 8 канала Челябинской ГТРК (название этот телеканал получил из-за запуска ТВ-36 в феврале 1994 года) стали транслироваться в рабочие дни сначала с 17:55 до 19:25, с 20:30 до 20:50 и с 23:30 до 23:40, затем первое вечернее окно будет смещено на 17:30-19:00, также субботнее вещание будет составлять 2 часа сначала вечером, затем с 16:00 до 18:00, будет существовать и воскресное окно для итоговой программы. Данные изменения произошли после обновления сетки канала РТР — главного канала ВГТРК, куда с 1998 года вошла и Челябинская ГТРК наряду со всеми остальными региональными ГТРК. Вследствие этих изменений ряд программ 8 канала ЧГТРК начали дублироваться на 36-м, в частности, там появляется выпуск ежедневной информационной программы «Восьмой канал» в 21:30. Кроме того, данные события станут причиной возникновения областного канала.
В марте того же 2000 года была сдана цифровая студия новостей, из которой начали транслироваться ежедневные информационные программы.
С 1 апреля 2002 года по 4 июля 2003 года расписание всех программ 8 канала Челябинской ГТРК, который к этому моменту получил название «РТР-Челябинск», равно как и РТР, сместилось на час назад в связи с изменением дубля, по которому программы РТР транслировались на Урале.
С 26 августа 2002 года главная информационная программа Челябинской ГТРК, «Восьмой канал», изменила название на «Вести — Южный Урал», а с 1 сентября того же года название сменил и телеканал — теперь он стал называться «Россия — Южный Урал».
15 июля 2003 года у Челябинской ГТРК появился свой сайт — http://cheltv.ru/, у телеканала появилась страница на нём.
С 11 августа 2003 года сетка вещания по рабочим дням стала представлять собой исключительно выпуски программы «Вести — Южный Урал», число которых в рабочие дни составило 13, а с 2004 года в 23:00 с понедельника по четверг вместо «Вестей — Южный Урал» стали выходить «Вести+», которые также производились Челябинской ГТРК и включали в себя новости в регионе, России и мире.
С 2004 года у канала появилась своя итоговая программа — «Вести недели — Южный Урал», которая до этого на протяжении квартала транслировалась на ТВ-36. С того же года и до 2007 года эта программа стала транслироваться по субботам, в воскресенье транслировались лишь 2 выпуска «Вестей — Южный Урал».
В 2005 году телеканал и программа «Вести — Южный Урал», а также «Вести — Магнитогорск» вошли в состав дирекции информационного вещания «Южный Урал», телеканал ТВ-36 и 24 канал в Магнитогорске вошли в состав корпорации ЧГТРК. В 2006 году реорганизация будет завершена — все каналы и продукты будут объединены в ГТРК «Южный Урал», ставшую филиалом ВГТРК, а Магнитогорская ГТРК — её территориальным отделением.
С 1 февраля 2006 года выпуск «Вестей-Южный Урал», который привязан к выпуску «Вестей» в 14:00, стал сопровождаться бегущей строкой для глухих (ранее такое сопровождение имел только выпуск в 20:30/20:45 на ТВ-36, который дублировался с «России»).
С 1 сентября 2007 года «Вести-Южный Урал. События недели» были перенесены на 11:10 в воскресенье, а субботнее окно для творческих программ — с 16:00-17:20 на 11:20-12:20, одновременно в выходные появился выпуск «Вестей — Южный Урал» в 14:20. Данные изменения были вызваны запуском телеканала «Бибигон», которому поначалу был выделен блок в субботу с 16:00 до 17:20. Данная сетка местного вещания сохранится до 2010 года (с поправкой на перенос отдельных выпусков «Вестей — Южный Урал»).
С осени 2008 года выпуски ежедневной информационной программы, выходящие в утреннем сегменте «России», стали выходить под названием «Вести — Южный Урал. Утро».
С 2009 года телеканал начал использование цифровой аппаратной АСБ-3, во второй половине 2014 г. цифровое переоборудование канала будет завершено. Кроме того, студия новостей реконструировалась в 2015 и 2017 гг.
С января 2010 года телеканал сменил название на «Россия-1-Южный Урал».
С 30 октября 2010 г. субботнее время для творческих программ перенесено на 10:05-11:00, а «События недели» — на воскресенье, 10:20. С учётом отмены «Вестей+» в 2013 г. и небольших переносов отдельных выпусков «Вестей — Южный Урал» данная сетка для субботы сохранится до 2015 года.
С 10 октября 2015 г. субботнее окно для творческих программ перенесено на 8:20-9:30.
С октября 2016 г. хронометраж и время выхода выпусков программы «Вести — Южный Урал» вновь было изменено из-за перемен в сетке вещания «России-1»: теперь выпуски по ходу дня стали транслироваться в 11:25, 14:45, 17:25 и 20:45, все с хронометражем в 15 минут (кроме выпуска в 17:25 длительностью 20 минут). Дальнейшие переносы выпусков и изменения хронометража до 2020 года будут незначительными.
С 1 августа 2017 года программы телеканала, а также «России-24-Южный Урал» и радиостанции «Южный Урал» транслируются в составе первого мультиплекса цифрового эфирного ТВ.
С 10 сентября 2017 г. «События недели» перенесены с 10:20 на 8:45 и впоследствии были переименованы в «Местное время. Воскресенье». С 12 января 2020 г. эта программа была перенесена на 8:00, хронометраж выпуска — 30-35 минут.
С 14 октября 2019 г. трансляция программ в аналоговом эфирном ТВ прекращена, равно как и телепрограмм территориального отделения в Магнитогорске, где в цифровом эфирном ТВ пошли только московские и челябинские программы.
С 11 января 2020 года структура вещания выходного дня стала следующей: в субботу с 8:00 до 8:35 идёт трансляция выпуска «Вестей — Южный Урал» с преобладанием развлекательных сюжетов, в воскресенье в это же время — «Местное время. Воскресенье», перенесённое с 8:45.
С весны 2020 г., в связи с мерами в отношении COVID-19, выпуски программы «Вести — Южный Урал» стали выходить в 9:00, 14:30 и 20:45 (впоследствии перенесён на 21:05), утренние выпуски с 30 марта по середину лета 2020 года также в эфир не выходили.

## Современное состояние

### Вещание
В настоящее время телеканал транслируется в Челябинской области в составе первого мультиплекса цифрового телевидения как врезки в эфир «России-1». Аналоговое эфирное вещание свёрнуто с 14 октября 2019 года.

### Программы
- Вести — Южный Урал (до августа 2002 г. — Восьмой канал) — ежедневная информационная программа (ранее также на ТВ-36 и «Культуре — Южный Урал», ныне также на «России-24-Южный Урал» самостоятельными выпусками)
- Вести — Южный Урал. Утро — ежедневная программа новостей в утреннем варианте, хронометраж — 3-5 минут
- Местное время. Суббота — неполитические новости в субботу в 8:20
- Местное время. Воскресенье (ранее «Вести недели — Южный Урал» и «Вести-Южный Урал. События недели») — еженедельная итоговая информационно-аналитическая программа (ранее на ТВ-36, ранее также на «Культуре — Южный Урал», ныне также на «России-24-Южный Урал»)